# James Tobin
James "Jim" Tobin (født 5. marts 1918, død 11. marts 2002) var en amerikansk økonom. Tobin agiterede for og udviklede keynesiansk økonomi. Tobin mente, at regeringer skulle føre aktiv finanspolitik for at stabilisere økonomien og afværge recessioner. James Tobins akademiske virke bidragede med nyskabende elementer i studier af investeringer, penge- og finanspolitik samt finansielle markeder. Desuden er James Tobin kendt for sin økonometrisk model af censurerede endogene variable, den såkaldte "Tobin model". 
James Tobin lægger også navn til den såkaldte Tobinskat.
1. ↑  Navnet er anført på engelsk og stammer fra Wikidata hvor navnet endnu ikke findes på dansk.